# Campeonato de España de Selecciones Autonómicas de Baloncesto Infantil Femenino
El Campeonato de España de Selecciones Autonómicas Infantil Femenino es la competición estatal de referencia en categoría infantil (sub-14) para selecciones autonómicas, organizada por la Federación Española de Baloncesto (FEB). Suele celebrarse a comienzos de enero y, en los últimos años, su sede habitual ha sido la provincia de Huelva.

## Formato de competición
Participan las 19 selecciones autonómicas españolas. El torneo se disputa en cinco días, con el siguiente sistema:
- Fase de grupos: cinco grupos (A–E). Habitualmente A–C con cuatro equipos y D–E con tres.
- Cuartos de final: avanzan los dos primeros de A, B y C, y los líderes de D y E (8 equipos).
- Fase final (cuartos, semifinales y final) y cruces por los puestos 9.º–16.º. Los 4.º de B, C y D juegan un triangular por 17.º–19.º.

## Selecciones participantes
Andalucía, Aragón, Asturias, Islas Baleares, Canarias, Cantabria, Castilla-La Mancha, Castilla y León, Cataluña, Ceuta, Comunidad Valenciana, Extremadura, Galicia, La Rioja, Madrid, Melilla, Murcia, Navarra y País Vasco.

## Historial
| Ed.     | Año  | Sede          | Resultado | Oro             | Plata           | Bronce          |
| ------- | ---- | ------------- | --------- | --------------- | --------------- | --------------- |
| I       | 1984 | Madrid        |           | Madrid          | Cataluña        | País Vasco      |
| II      | 1985 | Zaragoza      |           | Cataluña        | Madrid          | País Vasco      |
| III     | 1986 | San Sebastián |           | Madrid          | Cataluña        | País Vasco      |
| IV      | 1987 | Badajoz       |           | Cataluña        | Canarias        | Castilla y León |
| V       | 1988 | Santander     |           | Cataluña        | País Vasco      | Galicia         |
| VI      | 1989 | Zaragoza      |           | Cataluña        | País Vasco      | Canarias        |
| VII     | 1990 | Vitoria       |           | Cataluña        | Madrid          | País Vasco      |
| VIII    | 1991 | Cuenca        |           | Cataluña        | Aragón          | País Vasco      |
| IX      | 1992 | Albacete      |           | Cataluña        | Madrid          | Canarias        |
| X       | 1993 | Calvià        |           | Cataluña        | Madrid          | Canarias        |
| XI      | 1994 | Zaragoza      |           | Cataluña        | Canarias        | Madrid          |
| XII     | 1995 | Carmona       |           | Cataluña        | Madrid          | Castilla y León |
| XIII    | 1996 | Blanes        |           | Aragón          | Cataluña        | Madrid          |
| XIV     | 1997 | Lloret        |           | Cataluña        | Andalucía       | Castilla y León |
| XV      | 1998 | Lloret        |           | Cataluña        | Castilla y León | Andalucía       |
| XVI     | 1999 | Lloret        |           | Andalucía       | Madrid          | Canarias        |
| XVII    | 2000 | Lloret        |           | Castilla y León | C. Valenciana   | Andalucía       |
| XVIII   | 2001 | Lloret        |           | Cataluña        | Madrid          | C. Valenciana   |
| XIX     | 2002 | Lloret        |           | Cataluña        | C. Valenciana   | Madrid          |
| XX      | 2003 | Lloret        |           | Cataluña        | Canarias        | Galicia         |
| XXI     | 2004 | Lloret        |           | Cataluña        | Madrid          | Galicia         |
| XXII    | 2005 | Chiclana      |           | Madrid          | C. Valenciana   | Cataluña        |
| XXIII   | 2006 | Chiclana      |           | Madrid          | País Vasco      | Andalucía       |
| XXIV    | 2007 | Chiclana      |           | Cataluña        | Canarias        | Madrid          |
| XXV     | 2008 | Cáceres       |           | Cataluña        | Madrid          | Canarias        |
| XXVI    | 2009 | Cáceres       |           | Canarias        | Madrid          | Cataluña        |
| XXVII   | 2010 | Zaragoza      |           | Cataluña        | Aragón          | Castilla y León |
| XXVIII  | 2011 | Córdoba       |           | Cataluña        | Castilla y León | Madrid          |
| XXIX    | 2012 | Valladolid    |           | Canarias        | País Vasco      | Cataluña        |
| XXX     | 2013 | Chiclana      |           | Castilla y León | Madrid          | Cataluña        |
| XXXI    | 2014 | Zaragoza      |           | Andalucía       | Cataluña        | Castilla y León |
| XXXII   | 2015 | Zaragoza      | 61–49     | Cataluña        | País Vasco      | Castilla y León |
| XXXIII  | 2016 | Huelva        |           | Cataluña        | Madrid          | Canarias        |
| XXXIV   | 2017 | Huelva        | 57–75     | Andalucía       | Cataluña        | C. Valenciana   |
| XXXV    | 2018 | Valladolid    |           | Cataluña        | Andalucía       | Canarias        |
| XXXVI   | 2019 | Huelva        | 46–75     | Madrid          | Cataluña        | Galicia         |
| XXXVII  | 2020 | Huelva        | 45–53     | Cataluña        | Madrid          | C. Valenciana   |
| XXXVIII | 2021 | Huelva        | 84–86     | Madrid          | Andalucía       | Canarias        |
| XXXIX   | 2022 | Huelva        | 45–60     | Cataluña        | Aragón          | Canarias        |
| XL      | 2023 | Huelva        | 66–53     | Cataluña        | Aragón          | Andalucía       |
| XLI     | 2024 | Huelva        | 61–50     | Castilla y León | Andalucía       | Cataluña        |
| XLII    | 2025 | Huelva        | 84–74     | C. Valenciana   | Castilla y León | Andalucía       |

## Palmarés
| Federación      | Oro | Plata | Bronce | Años campeonato |
| --------------- | --- | ----- | ------ | --- |
| Cataluña        | 26  | 6     | 5      | 1985, 1987, 1988, 1989, 1990, 1991, 1992, 1993, 1994, 1995, 1997, 1998, 2001, 2002, 2003, 2004, 2007, 2008, 2010, 2011, 2015, 2016, 2018, 2020, 2022, 2023 |
| Madrid          | 6   | 13    | 5      | 1984, 1986, 2005, 2006, 2019, 2021 |
| Andalucía       | 3   | 4     | 5      | 1999, 2014, 2017 |
| Castilla y León | 3   | 3     | 6      | 2000, 2013, 2024 |
| Canarias        | 2   | 4     | 9      | 2009, 2012 |
| Aragón          | 1   | 4     | 0      | 1996 |
| C. Valenciana   | 1   | 3     | 3      | 2025 |
| País Vasco      | 0   | 5     | 5      | — |
| Galicia         | 0   | 0     | 4      | — |